# Battaglia di Ayacucho
La battaglia di Ayacucho fu un evento delle guerre d'indipendenza ispanoamericane che ebbe luogo il 9 dicembre 1824 nei pressi dell'omonima cittadina del Perù tra un esercito indipendentista guidato dal generale Sucre e composto da contingenti provenienti da Perù, Grande Colombia, Province Unite del Río de la Plata e Cile (oltre a diversi volontari stranieri, in maggioranza britannici), e un'armata monarchica sotto il comando del viceré del Perù José de la Serna e Hinojosa e del generale José de Canterac, composta da reparti spagnoli, di realisti ispanoamericani, e di nativi alleati.
Il generale Valdez, sulla destra dello schieramento attaccò con un certo successo i ribelli i quali furono costretti a ripiegare inseguiti da due reggimenti spagnoli. Il giovane generale Antonio José de Sucre fu abile a cogliere il momento e ordinò a Córdova di avanzare a sua volta; questi scagliò contro il nemico circa 3000 uomini.
In formazione si avvicinavano alle linee spagnole, senza sprecare un solo colpo. Spararono soltanto a distanza ravvicinata. Il generale Monet, con le forze del centro spagnolo, si mosse per parare la minaccia, ma fu travolto, determinando lo sfondamento del suo settore. I ribelli neutralizzarono Monet e Villalobos, accerchiarono e vinsero Valdez.
Lo scontro, durato quattro ore, si concluse con una netta vittoria degli indipendentisti, che distrussero l'esercito monarchico dopo una dura lotta, facendo prigioniero perfino il viceré, oltre a circa 583 ufficiali e 2 000 soldati, che furono subito incorporati nelle armate indipendentiste. Questa battaglia (l'ultima combattuta dagli spagnoli in America Meridionale) decise in pratica l'esito della campagna a favore degli indipendentisti: il 22 gennaio 1826, con la resa dell'ultima guarnigione spagnola a Callao, il Perù ottenne la sua piena indipendenza, e l'ultima delle guerre d'indipendenza ispanoamericane ebbe così termine.